# Klubowy Puchar UNIFFAC
Klubowy Puchar UNIFFAC (fr. Coupe UNIFFAC des clubs) – coroczne klubowe rozgrywki piłkarskie dla mistrzów krajowych Afryki Środkowej organizowane przez UNIFFAC (fr. UNIFFAC - Union des Fédérations de Football d'Afrique Centrale) w latach 2004-2006.

## Historia
Zapoczątkowany został w 2004 roku przez UNIFFAC jako Coupe UNIFFAC des clubs. Przedstawiciele Kongo-Brazzaville (CS La Mancha) oraz Republiki Środkowoafrykańskiej (Diplomates Football Club du 8ème Arrondissement) zrezygnowały, a przedstawiciele Czadu, Republiki Wysp Świętego Tomasza i Książęcej, Kongo-Kinszasa i Gwinei Równikowej ze względów finansowych nie uczestniczyły. W finale, który składał się z dwumeczu, Bamboutos FC pokonał po serii rzutów karnych FC 105 Libreville.
Od II edycji w rozgrywkach najpierw drużyny zostały podzielone na 2 grupy, a potem czwórka najlepszych zespołów systemem pucharowym wyłoniła mistrza.
W 2006 odbyła się ostatnia III edycja rozgrywek, po czym została przerwana.

## Finały
| 2004 Szczegóły | Bamboutos FC | 1:2 2:1 po dogr. karne 6:5 | FC 105 Libreville      | dwumecz |  |
| 2005 Szczegóły | Téléstar FC  | 2:1 1:0                    | AS Police Pointe-Noire | dwumecz |  |
| 2006 Szczegóły | SC Cilu      | 3:1 0:0                    | Fovu Baham             | dwumecz |  |

## Klasyfikacja medalowa
| Miejsce | Kraj                          | Klub                   | Zwycięzca | Finalista | Razem | Lata zwycięstw | Lata porażek |
| ------- | ----------------------------- | ---------------------- | --------- | --------- | ----- | -------------- | ------------ |
| 1.      | Kamerun                       | Bamboutos FC           | 1         | 0         | 1     | 2004           |              |
| .       | Gabon                         | Téléstar FC            | 1         | 0         | 1     | 2005           |              |
| .       | Demokratyczna Republika Konga | SC Cilu                | 1         | 0         | 1     | 2006           |              |
| 4.      | Gabon                         | FC 105 Libreville      | 0         | 1         | 1     |                | 2004         |
| .       | Kongo                         | AS Police Pointe-Noire | 0         | 1         | 1     |                | 2005         |
| .       | Kamerun                       | Fovu Baham             | 0         | 1         | 1     |                | 2006         |

## Osiągnięcia krajowe
| Miejsce | Kraj                          | Zwycięzca | Finalista | Razem |
| ------- | ----------------------------- | --------- | --------- | ----- |
| 1.      | Kamerun                       | 1         | 1         | 2     |
| .       | Gabon                         | 1         | 1         | 2     |
| 3.      | Demokratyczna Republika Konga | 1         | 0         | 1     |
| 4.      | Kongo                         | 0         | 1         | 1     |